# Danila So Delgado Pinto
Danila Patricia So Delgado Pinto (geboren am 19. Januar 2001 in Lissabon) ist eine spanische Handballspielerin, die auf der Spielposition im linken Rückraum eingesetzt wird.

## Vereinskarriere
Danila So Delgado begann mit dem Handball bei Club Balonmano Colores in Saragossa, von dort wechselte sie 2018 für die Vorsaison zu Balonmano Bera Bera, spielte dann die Saison aber bei Club Handbol Sant Quirze in der División de Honor Plata. Im Jahr 2020 debütierte sie mit Caja Rural Aula Valladolid in der División de Honor, der ersten spanischen Liga. Seit dem Jahr 2022 läuft sie für den atticgo Balonmano Elche auf. Mit Elche gewann sie 2024 den EHF European Cup. In der Spielzeit 2023/2024 wurde sie zur MVP der Saison gewählt.
Im Sommer 2024 wird sie zum rumänischen Erstligisten CS Gloria Bistrița-Năsăud wechseln.

## Auswahlmannschaften
Auch für die spanischen Auswahlmannschaften lief So Delgado auf.
Ihren ersten Einsatz hatte sie 2017 mit der Jugendauswahl, mit der sie auch bei der U-17-Europameisterschaft 2017 spielte. In insgesamt elf Spielen für die Jugendnationalmannschaft warf sie 16 Tore.
Im November 2018 bestritt sie zwei Einsätze für die Juniorinnenauswahl und warf darin insgesamt vier Tore.
Am 27. Juli 2023 lief sie erstmals für die spanische Nationalmannschaft auf. Sie nahm mit dem Aufgebot der Auswahl Spaniens an der Weltmeisterschaft 2023 und der Europameisterschaft 2024 teil.

## Persönliches
Ihre Eltern stammen aus Guinea Bissau, sie arbeiteten in Portugal. Danila So Delgado hat zwei jüngere Geschwister.